# 关田镇
关田镇，是中华人民共和国江西省赣州市崇义县下辖的一个乡镇级行政单位。

## 行政区划
关田镇下辖以下地区：
关田社区、关田村、下关村、田心村、镜尾村、洞上村和沙溪村。